# Doraemon: Nobita và cuộc đại thủy chiến ở xứ sở người cá
Doraemon: Nobita và cuộc đại thủy chiến ở xứ sở người cá (ドラえもん のび太の人魚大海戦 Doraemon Nobita no Ninkyo Daikaisen) hay còn được biết với tên Doraemon the Legend là phim khoa học viễn tưởng thứ 30 trong xê-ri phim chủ đề Doraemon. Tập phim là một phần trong dịp kỉ niệm 40 năm Doraemon và 30 năm phim hoạt hình dài Doraemon (映画ドラえもん30周年 Eiga Doraemon 30 Shunen).. Được thực hiện bởi đạo diễn Kosuba Kozo nội dung phim xoay quanh cuộc chiến chống lại quái ngư tộc (Bộ tộc bí ẩn) của Nhóm Doraemon và tộc người cá (Bộ tộc người cá). Toàn bộ nội dung phim đã được chuyển thể thành truyện tranh phát hành bởi Shogakukan. Phim được công chiếu vào ngày 6 tháng 3 năm 2010 và trở thành phim ăn khách nhất ngay trong tuần đầu ra mắt, đánh bại Avatar giữ vị trí này suốt 9 tuần đầu năm 2010 tại Nhật Bản Phim nhận giải Hoạt hình xuất sắc của năm tại lễ trao giải Giải Viện Hàn lâm Nhật Bản lần thứ 34 và được đề cử cho giải Hoạt hình của năm.. Ca khúc mở đầu là "Yume wo Kanaete Doraemon" (夢をかなえてドラえもん, dịch nghĩa Có Doraemon, giấc mơ thành hiện thực) do MAO trình bày, ca khúc kết thúc là "Kaeru Basho" (帰る場所, dịch nghĩa Một nơi để trở về) do Aoyama Thelma trình bày và lồng trong phim là "Tooi umi kara kata anata" (遠い海から来たあなた, dịch nghĩa Người bạn đến từ biển khơi) do Takeda Tetsuya trình bày. Sau Nhật Bản, phim được trình chiếu ở một số quốc gia trên thế giới: Đài Loan (chiếu rạp 2 tháng 10 năm 2010), Hàn Quốc (chiếu rạp 29 tháng 7 năm 2010), Hồng Kông (chiếu rạp 29 tháng 7 năm 2010), Singapore (chiếu rạp 9 tháng 12 năm 2010) và Tây Ban Nha (phát hành dưới dạng DVD 25 tháng 10 năm 2011). Tại Việt Nam, phim từng được Công ty Cổ phần Truyền thông Trí Việt mua bản quyền và phát sóng trên kênh HTV3 lần đầu vào ngày 18 tháng 10 năm 2013 với bài hát được sử dụng mở đầu là "Giấc mơ thần tiên" do Huyền Chi trình bày, ca khúc kết thúc là "Nơi ta thuộc về" do Ngọc Châu trình bày và lồng trong phim là "Trôi vào biển khơi" do Tiến Đạt thể hiện.

## Nội dung

Bìa truyện Nobita và cuộc đại thủy chiến ở xứ sở người cá

Nobita muốn bơi lặn ngay trong thành phố Tokyo. Vì vậy, Doraemon đã sử dụng Máy bơm mô phỏng nguồn nước biển nhân tạo (架空水面シミュレーター・ポンプ) để bơm nước ngập đầy thành phố. Đêm đó Doraemon và Nobita sử dụng kính tạo cảm giác và chân vịt bơi lặn để dạo quanh thành phố toàn nước. Bỗng xuất hiện cá mập đe doạ mọi người và Doraemon buộc phải tắt máy bơm. Nhóm bạn phát hiện một cô bé người cá nằm ngất trong lùm cây tên là Sophia. Họ đưa cô về nhà và biết được thân thế công chúa Vương quốc người cá của cô. Nhóm bạn có một chuyến tham quan tại Vương quốc đó. Chẳng may Shizuka bị vua của Quái ngư tộc (Bộ tộc bí ẩn) - Buikin - bắt đi vì cô bị nhầm là Công chúa của Bộ tộc người cá (trước đó cô bé có mượn Sophia chiếc vương miện mà không hay biết rằng vương miện đó là biểu tượng của hoàng gia). Buikin muốn đổi Shizuka để lấy Nhân ngư thần kiếm. Các bạn còn lại tìm mọi cách để tạo ra thanh thần kiếm giả bằng thanh kiếm đồ chơi của Nobita với sự hỗ trợ của Doraemi để trao đổi với Buikin và cứu Shizuka trước khi hết công hiệu của Đèn thích ứng môi trường nước trong 30 phút. Tuy cứu được Shizuka, nhưng khi Buikin phát hiện ra sự thật thì thanh thần kiếm thật đã bị lấy mất. Cả nhóm phải chiến đấu với Buikin và giành chiến thắng. Sau chiến thắng, Sophia được Nữ vương Ondine (bà của Sophia) trao chức Nữ vương cho Sophia. Rồi họ quay về nhà với những kỉ niệm đẹp về Sophia và Nhân ngư tộc.

## Sản xuất
- Công ty Asatsu-DK
- Fujiko Productions
- Hãng phim hoạt hình Shin Ei
- Nhà xuất bản Shogakukan
- TV Asahi

Phân vai
| Nhân vật        | Diễn viên lồng tiếng | Diễn viên lồng tiếng  |
| Nhân vật        | Nhật Bản             | Việt Nam              |
| --------------- | -------------------- | --------------------- |
| Nobita          | Ohara Megumi         | Nguyễn Anh Tuấn       |
| Doraemon        | Mizuta Wasabi        | Nguyễn Thuỵ Thuỳ Tiên |
| Shizuka         | Kakazu Yumi          | Trương Ngọc Châu      |
| Jaian           | Kimura Subaru        | Lâm Quốc Tín          |
| Suneo           | Seki Tomokazu        | Thái Văn Minh Vũ      |
| Dorami          | Fujimoto Chiaki      | Võ Huyền Chi          |
| Sophia          | Tanaka Rie           | Khánh Vân             |
| Haribo          | Izuka Mayumi         | Lưu Ái Phương         |
| Tiến sĩ Mejina  | Yoichi Nukumizu      | Đặng Hạnh Phúc        |
| Sakkana         | Sakana-kun           | Hồ Tiến Đạt           |
| Nữ vương Ondine | Maya Miki            | Lê Hà                 |
| Buikin          | Yamano Fumito        | Nguyễn Trí Luân       |
| Tragis          | Kendo Kobayashi      | Trần Vũ               |

## Nhạc nền
Tất cả nhạc phẩm được soạn bởi Sawada Kan.
| Đĩa 1 | Đĩa 1                                                      | Đĩa 1      |
| STT   | Nhan đề                                                    | Thời lượng |
| ----- | ---------------------------------------------------------- | ---------- |
| 1.    | "Prologue ~ Ken no Densetsu ~" (プロローグ~剣の伝説~)      | 1:20       |
| 2.    | "Suneo to Palau no Shashin" (スネ夫とパラオの写真)         | 1:11       |
| 3.    | "Nobita to Doraemon" (のび太とドラえもん)                  | 1:39       |
| 4.    | "Shin'ya no Machi ga Kaitei ni" (深夜の町が海底に!)        | 1:55       |
| 5.    | "Sophia to Tomodachi" (ソフィアとともだち)                 | 1:22       |
| 6.    | "Aqua Hoshi no Omoide" (アクア星の思い出)                  | 1:39       |
| 7.    | "Tomodachi ni Narou" (友だちになろう)                      | 1:14       |
| 8.    | "Buikin to Umi Gyozoku" (ブイキンと海魚族)                 | 2:36       |
| 9.    | "Densetsu no Suichū Toshi" (伝説の水中都市)                | 1:32       |
| 10.   | "Umi e!~ Kyodai Utsubo no Kōgeki" (海へ!~巨大ウツボの攻撃) | 2:25       |
| 11.   | "Torae Rareta Shizukachan" (捕らえられたしずかちゃん)      | 1:02       |
| 12.   | "Sō Kōgeki" (総攻撃)                                       | 1:11       |
| 13.   | "Yogen" (予言)                                             | 1:26       |
| 14.   | "Ken no Chikara" (剣の力)                                  | 1:25       |
| 15.   | "Akiramenaide!" (あきらめないで!)                          | 2:28       |
| 16.   | "Gyakuten no Shōri!~ Kiseki no Umi" (逆転の勝利!~奇跡の海) | 3:06       |

## Phòng vé
Được công chiếu trên 366 màn hình, trong hai ngày 6 và 7 tháng 3 năm 2010 phim thu hút được 498 198 người với doanh thu là 553 483 650 Yên vượt mặt Avatar và Liar Game vươn lên dẫn đầu bảng xếp hạng phòng vé tại Nhật Bản. Theo một cuộc khảo sát do Pia thực hiện để đánh giá mức độ hài lòng của bộ phim thì phim được xếp vị trí thứ 2. Sau 30 ngày phim thu hút tổng cộng 2 616 561 người xem với doanh thu là 2 768 374 530 Yên, 5 tuần liên tiếp đứng vị trí số 1 phòng vé.